# Troțkism

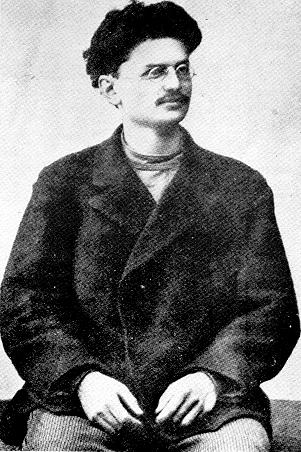
Troțki în Siberia, 1900

Troțkism este o teorie a marxismului așa cum a fost formulată de Lev Troțki. Termenul este uneori folosit în mod inexact ca să denumească diferite curente politice care se pretind în tradiția marxistă și care se opun atât stalinismului cât și capitalismului.
Troțki a apărat ideea revoluției proletare, așa cum a definit-o în teoria sa despre revoluția permanentă și a adus argumente că în țările în care revoluția burghezo-democratică nu a triumfat deja, (cu alte cuvinte, în țările în care nu s-a introdus democrația capitalistă, așa cum era Rusia înainte de 1917), era necesar ca proletariatul să preia din mers țelurile și ale acestei revoluții burgheze și să le transforme în sarcini permanente, prin ducerea la îndeplinire a sarcinilor revoluției sociale, (a revoluției „socialiste” sau „comuniste”), într-un proces neîntrerupt. Troțki credea că noul stat socialist nu va fi capabil să facă față presiunilor țărilor capitaliste ostile dacă nu vor izbucni repede revoluții socialiste și în alte țări. Această teorie a fost avansată în opoziție cu poziția facțiunii staliniste din partidul comunist care susținea că poate fi construit în Uniunea Sovietică „socialismul într-o singură țară”. 
În spectrul politic al marxismului, troțkismul este considerat a fi la stânga. Exprimat în limbaj peiorativ, troțkiștii sunt descriși drept „deviaționiști de stânga”. Unii marxiști care se opun troțkismului îl privesc ca fiind în serviciul dreptei deoarece, în viziunea lor, nu acesta este drumul adevărat către socialism. 
Troțki a dezvoltat mai târziu teoria că statul muncitoresc din Rusia a devenit un „stat muncitoresc birocratic degenerat”. (Guvernele comuniste similare din Europa Răsăriteană, care au apărut după al Doilea Război Mondial fără o revoluție, au fost denumite de către unii troțkiști „state muncitorești deformate”). Multe dintre criticile lui Troțki la adresa stalinismului au fost cuprinse în cartea Revoluția trădată .
„Troțkist” a devenit o etichetă folosită de staliniști pentru a denumi un trădător. În Războiul Civil Spaniol, erau numiți „Trot” de către elementele sprijinite de URSS, acele persoane bănuite sau dovedite a fi spioni fasciști sau elemente provocatoare. George Orwell a scris despre această practică în cartea sa Homage to Catalonia (Omagiu Cataloniei) și în eseul Spilling the Spanish Beans (Divulgarea secretului spaniol). 
În 1938 Troțki a fondat Internaționala a patra. De la moartea lui, această organizație s-a divizat de mai multe ori. Partidele și grupurile troțkiste sunt notorii pentru tendința lor de sciziune în grupuri mai mici, care se ceartă pe chestiuni teoretice care par nesemnificative sau de neînțeles pentru cineva din afară, dar care au consecințe practice majore pentru cei care susțin acele poziții. 
Unii troțkiști susțin că fenomenul este unul specific mai degrabă țărilor dezvoltate decât celor din lumea a treia. Din punct de vedere istoric, acest lucru nu este adevărat, în momentul fondării (1938) Internaționalei a patra, troțkismul era un fenomen politic de masă în Vietnam, Sri Lanka și, doar puțin mai târziu, în Bolivia. Exista și o mișcare troțkistă substanțială în China, printre membrii săi numărându-se și fondatorul mișcării comuniste chineze, Chen Duxiu.
După 1945, mișcarea de masă troțkistă a fost distrusă în Vietnam și a fost marginalizată în alte țări. Totuși, în Sri Lanka și în Bolivia, partidele troțkiste au devenit partidele de masă ale muncitorilor mai înainte de a avea parte mai târziu de înfrângeri și de pași înapoi. În ambele țări au rămas grupuri troțkiste semnificative însă. În anii din urmă, troțkismul a căpătat un sprijin mai larg în unele țări mai puțin dezvoltate din America Latină precum Argentina și Brazilia, unde există mii de suporteri. În alte țari ale lumii a treia, ideile troțkiste sunt mai difuze și în general limitate la lumea intelectualilor, dar pot fi găsite forme diluate de troțkism în ideologiile unor mișcări progresiste din Africa de Sud.
Nici un partid comunist de guvernământ (sau vreo revoluție comunistă reușită) nu a recunoscut în mod deschis legăturile cu ideile troțkiste, deși influența lor în câteva mișcări sociale importante este foarte evidentă.